# Monkey: Journey to the West

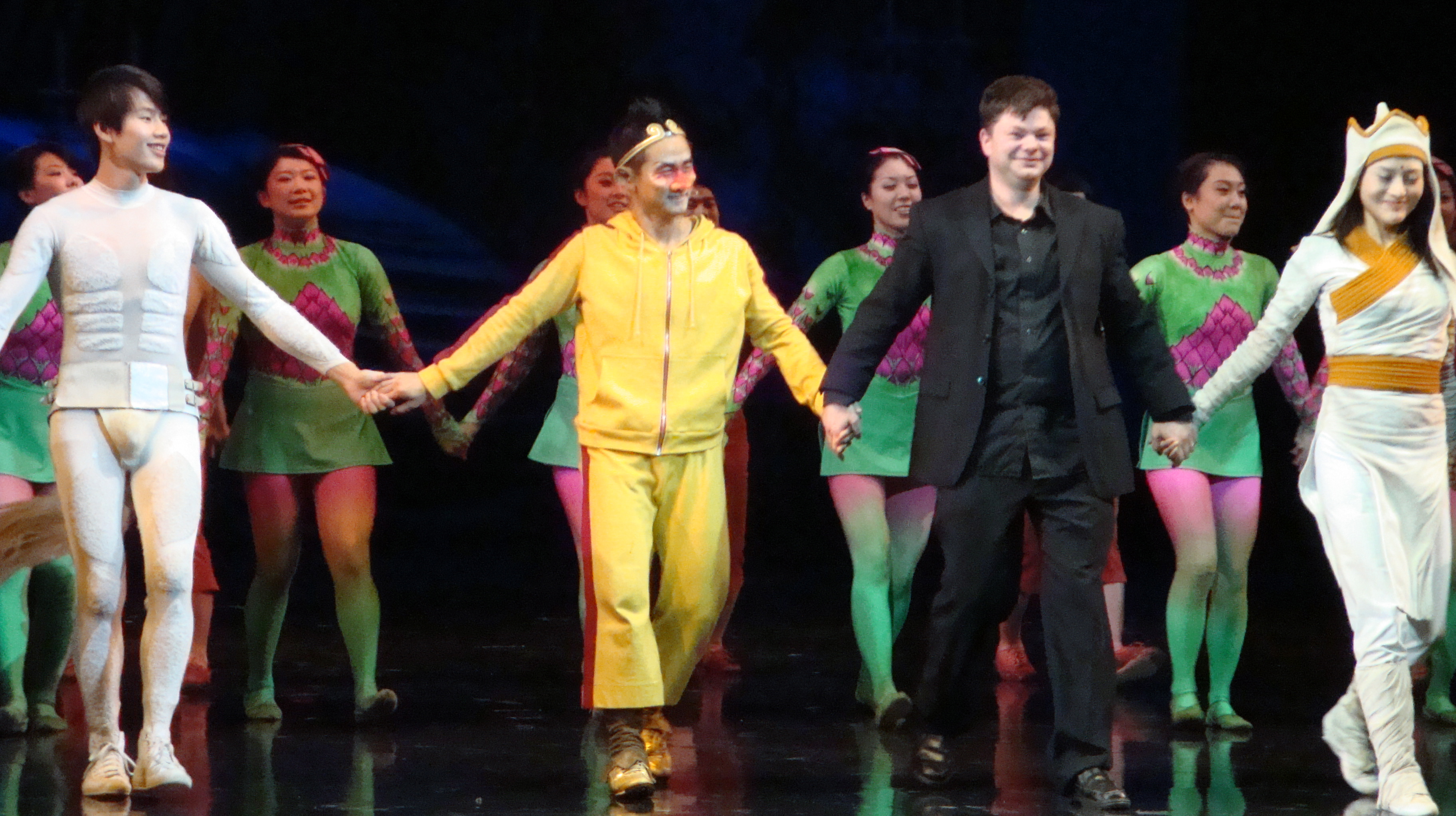
Een deel van de Monkey: Journey to the West-cast na een optreden.

Monkey: Journey to the West is een uitvoering van het 16e-eeuwse Chinese boek De reis naar het westen, gecreëerd door Damon Albarn, Jamie Hewlett en Chen Shi-Zheng. Het optreden is volgens de makers een circusopera. Monkey: Journey to the West ging op 28 juni 2007 in première op het Manchester International Festival. Ter begeleiding van de opera is ook de soundtrack Journey to the West uitgekomen.

## Achtergrond
De circusopera is gebaseerd op het boek De reis naar het westen, geschreven door Wu Cheng'en. Alex Poots van het Manchester International Festival benaderde in 2005 Albarn en Hewlett over het project. Beiden hadden eerder met het festival gewerkt, toen een jaar eerder vijf Demon Days Live-concerten in Manchester werden gehouden. Poots gaf een uitnodiging aan Albarn en Hewlett om naar China te gaan en meer te leren over het verhaal, de algemene cultuur en de mensen achter de opera. Ze gingen op het aanbod in en na de tweede reis naar China raakten ze serieus geïnteresseerd in het project. Op de eerste reis werden Albarn en Hewlett vergezeld door de New Yorkse operadirecteur Chen Shi-Zheng, die later de derde man in het project ging worden.
Monkey: Journey to the West is officieel niet een opera. Albarn: "Je kunt het niet echt een opera noemen. Het is iets wat tussen vele verschillende genres ligt. Het heeft niet echt een naam."

### BBC-leader Olympische Spelen
In de zomer van 2008 maakten Albarn en Hewlett voor de BBC een animatie gericht op de Olympische Zomerspelen in Beijing in 2008. Deze animatie, begeleid door eigen muziek, draaide om Monkey: Journey to the West werd gebruikt als openingsscène tijdens BBC-uitzendingen. De animatie werd in twaalf weken gemaakt en duurde twee minuten. Voor de muziek werden twintig instrumenten gebruikt, waaronder traditionele Chinese instrumenten als een pipa, een ur hu en een zheng. Het achtergrondkoor bestond uit 38 mensen; de stemmen hiervan werden later in de studio verdubbeld. De zang is in het Mandarijn.

## Medewerkers
| - De Apenkoning: Fei Yang/Yang Fukai - Tripitaka: Yao Ningning - Pigsy: Xu Kejia - Sandy: He Zijun - Het Witte Paard: Chen Jihu/Wang Kai - Subhuti/Boeddha: Liu Chang - Bai Gu Jing/Prinses Iron Fan: Tang Ling - Xi Wangmu/Guanyin: Jia Ruhan - De Drakenkoning: Wang Wei - Spider Woman: Zeng Li - The Volcano General: Yu Fengnian | - Acrobatiek: Yang Jiansheng - Vechtsport: Zhang Jinhghua - Omgeving: Caroline Vexler - Muziek: Damon Albarn - Muziek: David Coulter - Conductor: André de Ridder - Speciale instrumenten: Thomas Bloch (ondes-Martenot, glasharmonica, kristal Baschet) - Visueel concept and ontwerp: Jamie Hewlett - Dramaturgie: David Greenspan - Directie: Chen Shi-zheng |